# Lajos Bertus
Lajos Bertus (Kecskemét, 26 settembre 1990) è un calciatore ungherese, centrocampista del Tatabánya.

## Palmarès

### Club

#### Competizioni nazionali
- Coppa d'Ungheria: 1

Kecskemét: 2010-2011